# Народная и общественная лига больших народов Сахары
Народная и общественная лига больших народов Сахары (англ. Popular and Social League of the Great Sahara Tribes) — движение, объединяющее традиционных и религиозных лидеров из 21 африканских и азиатских стран (таких как Ирак, Египет, Сирия, Иордания, Мали, Эритрея, Чад, Ливия, Марокко, Судан, Сомали, Джибути и Мавритания). Движение было создано в 2006 году в городе Тимбукту под эгидой ливийского лидера Муаммара Каддафи для объединения политических и военных возможностей стран.

## История
В 2011 году общество призвало к сохранению социальных связей с соседними странами.